# Peter Morávek
Peter Morávek (* 16. června 1949) je český politik, bývalý senátor za obvod č. 3 – Cheb, bývalý člen ČSSD.

## Politická kariéra
V roce 1989 pomáhal obnovovat základy české sociální demokracie. V letech 1993–1996 byl místopředsedou této levicové strany.
Ve volbách v roce 1996 byl zvolen senátorem za obvod č. 3 – Cheb, když porazil ve druhém kole tehdejšího velvyslance v Německu a spisovatele Jiřího Grušu kandidujícího jako nestraník za ODS. Stal se předsedou senátorského klubu, na tento post rezignoval poté, co v opilosti urážel Petra Pitharta při volbě předsedy Senátu v roce 1996, o dva roky později (1998) se znovu objevil opilý, nebyl schopen ani hlasovat, nakonec musel být vyveden ze sálu. V květnu 2001 šokoval své spolustraníky, když jim v jedné větě písemně oznámil svůj odchod ze strany, údajně se tak mělo stát, protože se Morávkovi nelíbilo tehdejší směřování ČSSD.
Dne 20. února 2002 byl nalezen v tramvajovém kolejišti u Malostranského náměstí a poté se léčil s těžkými zraněními v motolské nemocnici. Spekulovalo se o politicky motivovaném útoku, neboť údajně měl Morávek, který v 2001 vystoupil z ČSSD, znát nějaké kompromitující údaje na tuto stranu.
Za svého působení v horní komoře se věnoval především zlepšením podmínek pro handicapované a česko-německými vztahy. Do dalšího funkčního období nekandidoval.